# Tayla Pereira dos Santos
Tayla Carolina Pereira dos Santos (sinh ngày 9 tháng 5 năm 1992), được gọi là Tayla hoặc đôi khi là Diva, là một cầu thủ bóng đá người Brazil chơi bóng với vai một hậu vệ cho Ferroviária và đội tuyển quốc gia Brazil. Cô được đưa vào đội hình của Brazil tham gia Giải vô địch bóng đá nữ thế giới 2015.

## Sự nghiệp quốc tế
Tại Giải vô địch bóng đá nữ U-20 thế giới 2012, Tayla là một thành viên của đội tuyển bóng đá nữ Brazil. Tayla được gọi vào đội tuyển quốc gia chính thức lần đầu tiên vào tháng 11 năm 2013, trong một trận giao hữu với đội tuyển Hoa Kỳ tổ chức tại Florida Citrus Bowl. Cô có trận ra mắt đội tuyển bóng đá nữ quốc gia Brazil chính thức sau đó vào ngày 11 tháng 6 năm 2014, trong trận đấu giao hữu với Pháp kết thúc với tỉ số hòa 0-0 được tổ chức tại Guyana.
Tại Copa América Femenina 2014, Tayla ghi bàn thắng thứ tư trong chiến thắng 6–0 của Brazil trước Argentina. Vào tháng 2 năm 2015, cô được đưa vào chương trình tập huấn 18 tháng nhằm chuẩn bị cho đội tuyển quốc gia của Brazil tham gia Giải vô địch bóng đá nữ thế giới 2015 tổ chức tại Canada và Thế vận hội Mùa hè 2016. Tayla bị rút khỏi đội hình của Brazil trong giải đấu Đại hội Thể thao Liên châu Mỹ 2015 vì chấn thương và được triệiuu hồi trở lại để luyện tập với câu lạc bộ của cô.